# カーティス・グランダーソン
カーティス・グランダーソン・ジュニア（Curtis Granderson, Jr. , 1981年3月16日 - ）は、アメリカ合衆国イリノイ州クック郡ブルーアイランド出身の元プロ野球選手（外野手）。右投左打。愛称はグランディーマン（Grandyman）。

## 経歴

### プロ入り前
1981年にイリノイ州シカゴの郊外で誕生。両親はともに教師であったためしつけに厳しく、学業である程度の成績を修めないとスポーツをさせてもらえなかった。イリノイ大学シカゴ校へ進学し野球部に入部、2002年に打率.484を記録してスカウトの注目の的となる。

### プロ入りとタイガース時代

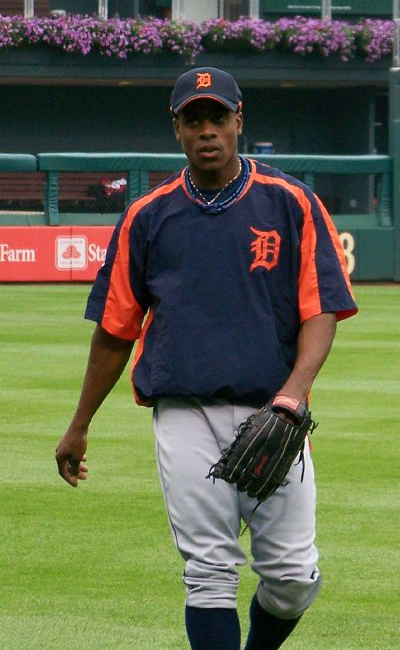
デトロイト・タイガースでの現役時代
（2007年6月15日）

2002年のMLBドラフトでデトロイト・タイガースから指名を受けた。ただ、「パワーに難あり」と見られていたため、指名順位は3巡目（全体80位）まで落ちることとなった。ドラフト指名から1か月ほどで入団契約を交わし、傘下のA-級オネオンタ・タイガースでプロデビュー。52試合に出場し、打率.344を記録するなどの活躍でリーグMVPを受賞した。
2003年はA+級レイクランド・フライングタイガースでプレーした。
2004年はAA級エリー・シーウルブズへと昇格。AA級では123試合で打率.303・21本塁打・93打点・14盗塁を記録し、タイガースのマイナー最優秀選手に選出された。AA級エリーでの活躍後、9月にメジャーへ昇格し、13日のミネソタ・ツインズ戦でメジャーデビュー、9試合に出場してシーズンを終える。
2005年はシーズン開幕をAAA級トレド・マッドヘンズで迎え、7月中旬までマイナーリーグで過ごす。そこで15本塁打を放って7月22日にメジャーへ昇格し、6試合で打率.318を記録したが、チーム事情で再びマイナーへ降格となった。8月に再昇格してからは、9月15日にランニング本塁打、18日に5打数5安打、26日にはサヨナラ本塁打など、周囲に強い印象を残した。
2006年は開幕から「1番・中堅手」でレギュラーに定着。159試合に出場し、19本塁打・31二塁打を放つ。この年からタイガースのコーチに就任したアンディ・バンスライクとドン・スロートの2人から指導を受けたことがよかったという。しかし、アメリカンリーグ最多の174三振を喫し、打率も.260に留まったうえ盗塁も8個しか決めておらず、1番打者としての仕事をしたとは言い難い。またこの年、チームは12年連続の負け越しを脱してリーグ優勝を果たし、ワールドシリーズへ進出。しかし、セントルイス・カージナルスとの対戦となった同シリーズでは、打率.095とほぼ完璧に封じ込まれただけでなく、第4戦では足を滑らせて飛球を捕り損ね、失点のきっかけを作るなど、苦い経験をしてシーズンを終えた。
2007年も引き続き2人から指導を受けて走攻守で進歩した。打撃では打率で自身初の.300を記録したほか、二塁打・三塁打・本塁打の全てで2桁に達する「トリプル・ダブル」をオールスターゲーム前に達成。9月9日には盗塁も20に達し、「20盗塁・20二塁打・20三塁打・20本塁打（20-20-20-20クラブ）」を達成した。この記録を達成したのはフランク・シュルト（1911年）とウィリー・メイズ（1957年）に次いで、メジャー史上3人目である（同年9月30日にはジミー・ロリンズも達成している）。またこの年のシーズン三塁打数23本は、1949年にデール・ミッチェルが記録して以来、58年ぶりの記録となった。
2008年はシーズン開幕前の2月4日に5年総額3025万ドル（6年目の2013年は1500万ドルのオプション）でタイガースと契約を延長。しかし、シーズン開幕前のオープン戦で死球を受けて右手中指を骨折し、故障者リスト入りしたため開幕から21試合の欠場を余儀なくされた。シーズン初出場は4月23日で、これ以降は全141試合に出場。8月に6三塁打を放つなど、シーズン通算で13三塁打は2年連続でリーグ1位となった。また打率は.280と前年を下回ったが、自己最多の71四球を記録し、出塁率も.365と前年を上回った。ただ、チームの打線は長距離打者が並んでいたものの、その打線が不発だったときに機動力を使う攻撃ができず、12盗塁は期待外れな成績となった。この年のオフには、人柄と野球に対する情熱を見込まれて、当時のコミッショナーであるバド・セリグからMLBの国際親善大使に任命され、中国、イタリア、南アフリカを訪問している。
2009年はシーズン開幕前の3月に開催された第2回ワールド・ベースボール・クラシック(WBC)のアメリカ合衆国代表に選出された。シーズンではオールスターゲームに初めて選出された。しかし、終始低打率に苦しみ、最終的にレギュラー定着後では最低の打率.249に終わった。一方で30本塁打を放ち、2年ぶりの20盗塁も達成した。

### ヤンキース時代

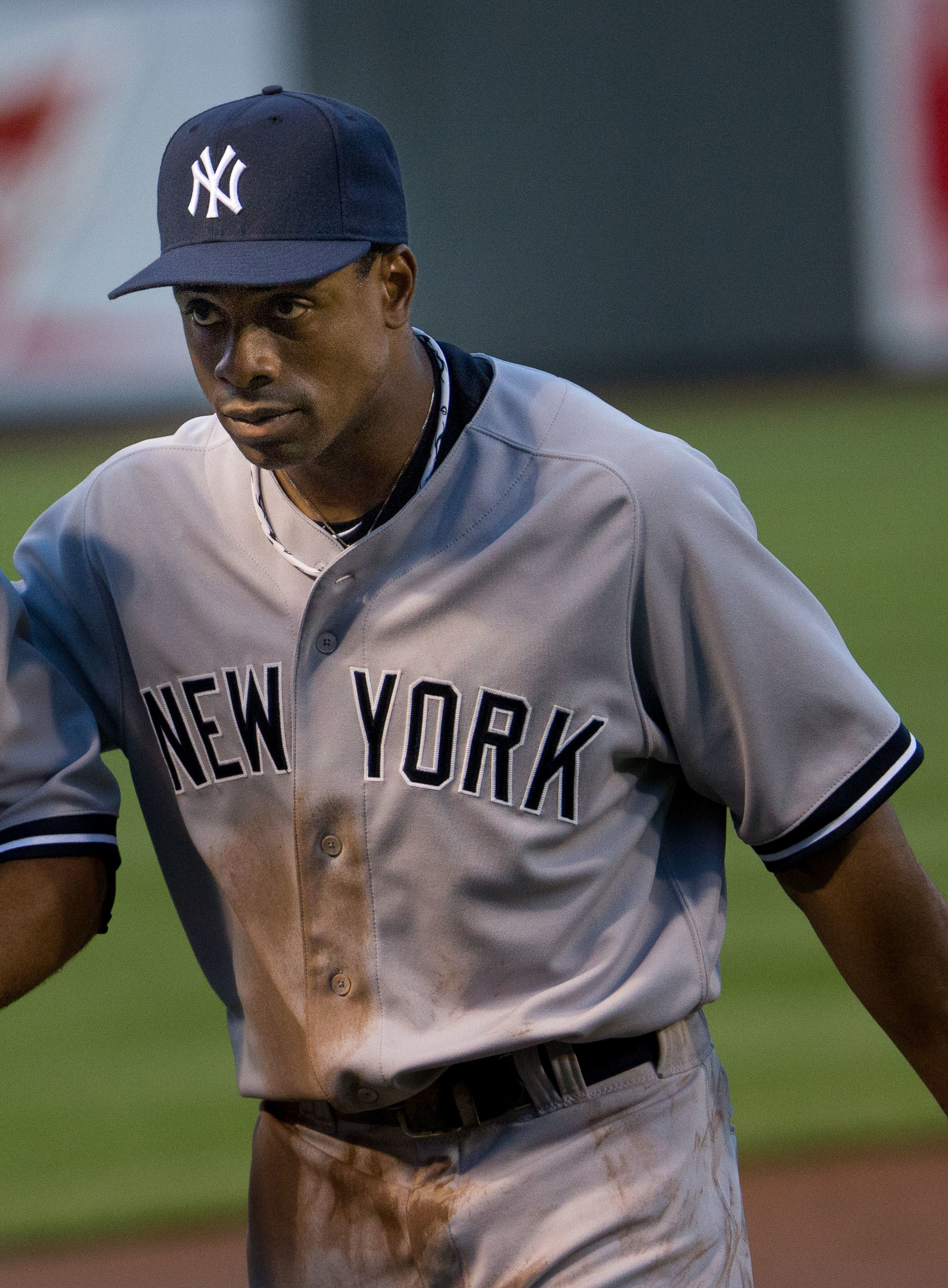
ニューヨーク・ヤンキースでの現役時代
（2013年5月22日）

2009年12月9日にアリゾナ・ダイヤモンドバックスを交えた三角トレードによる、フィル・コーク、オースティン・ジャクソンとのトレードで、ニューヨーク・ヤンキースへ移籍した。
2010年は、4年連続となる20本塁打以上・盗塁成功率86%などを記録した一方、打率.247はに終わった。
2011年8月25日には、オークランド・アスレチックス戦で記録されたMLB史上初の1球団による1試合3満塁本塁打の一員となった。5回裏にロビンソン・カノ、6回裏にラッセル・マーティンが満塁本塁打を放ったのに続いて、8回裏に満塁本塁打を放ち、記録が樹立された。シーズンでは主に2番打者としての出場ながら119打点を挙げ、自身初の打点王に輝いた。ホームランもア・リーグ2位の41本を記録し、自身2度目となるオールスターゲーム出場を果たした。シーズン終了後にはシルバースラッガー賞を受賞した。40本塁打、10三塁打、25盗塁を同時に達成したのはメジャー史上初である。
2012年はア・リーグ2位、さらにはキャリアハイとなる43本塁打を記録し、106打点も記録。2年連続3度目となるオールスターゲーム出場を果たす。ヤンキースの選手として2年連続で40本塁打以上を達成した5人目の選手となった（過去にはベーブ・ルース、ルー・ゲーリッグ、ミッキー・マントル、ジェイソン・ジアンビ）。その一方で、キャリアワーストの打率.232、ア・リーグワースト2位の195三振を喫した。オフに1500万ドルの球団オプションが行使され、残留が決まった。12月にはMLBの国際親善大使として、日本と韓国を訪れた。日本では相撲部屋（荒汐部屋）を見学したり、東日本大震災の被災地である宮城県石巻市や同名取市立閖上中学校で野球教室を開催した。
2013年は、故障の影響で61試合の出場に留まり、2005年以来8年ぶりに規定打席到達を逃した。打率.229・7本塁打・15打点に終わり、打率は規定打席に到達していないシーズンを含めても自己最低の成績となった。本塁打及び打点も、それぞれを1以上記録したシーズンの数値としては最低であった。10月31日にフリーエージェント(FA)となった。

### メッツ時代
2013年12月6日にニューヨーク・メッツと4年総額6000万ドルで合意し、9日に球団が正式発表した。

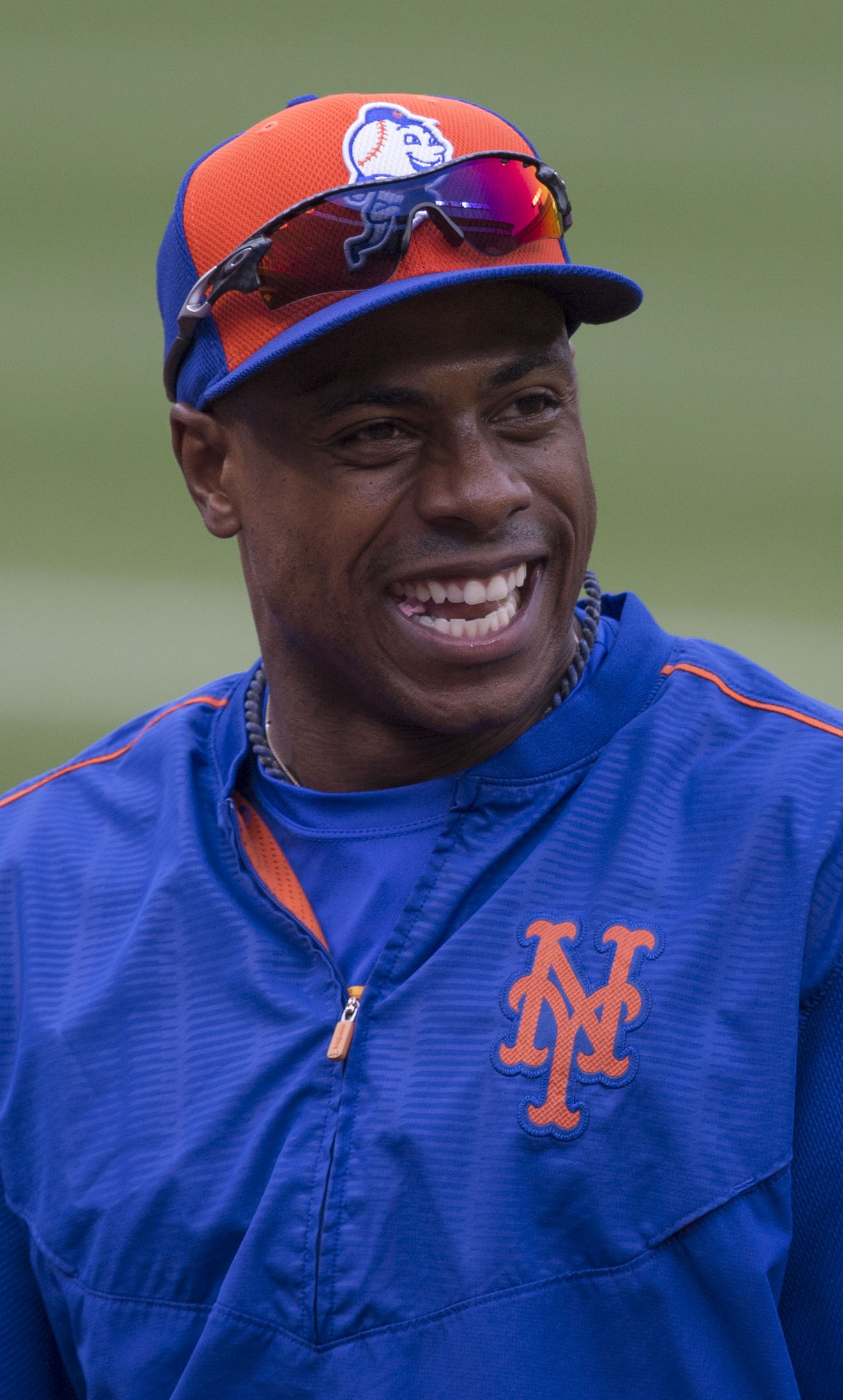
ニューヨーク・メッツでの現役時代
（2015年8月18日）

2014年は故障なくシーズンを過ごし、155試合に出場。しかし打撃不振に陥り打率.227、20本塁打、66打点、141三振という成績に終わった。
2015年は157試合に出場した。打撃では打率 .259、26本塁打、70打点、OPS .821を記録し、前年の不振から脱却して強打者らしい内容であった。抜群の選球眼も健在で、91四球は自己ベストであり、出塁率 .364はキャリア2番目に並んだ。走塁では、3シーズンぶりの2ケタ盗塁となる11盗塁を決めたほか、リーグ6位の98得点を記録した。ワールドシリーズでは、5試合で3本塁打5打点を記録するなど奮闘したが敗退した。
2016年は開幕から前シーズン同様1番か2番打者を務めていたが、8月中旬以降は打順を転々とし、最終的には4番に落ち着いた。チームに故障者が相次ぐ中、自身は大きな離脱もなく150試合に出場し、打率は.237ながら4年振りに30本塁打をクリアした。しかし得点圏打率は.152と振るわなかった。オフには、母校のイリノイ大学で2014年に開場した球場などの施設建設のために500万ドルを寄付した他、自身が運営する基金を通じた子供への野球教室や教育活動が評価され、ロベルト・クレメンテ賞を受賞。
2017年6月15日のシカゴ・カブス戦で通算300本塁打を記録した。

### ドジャース時代

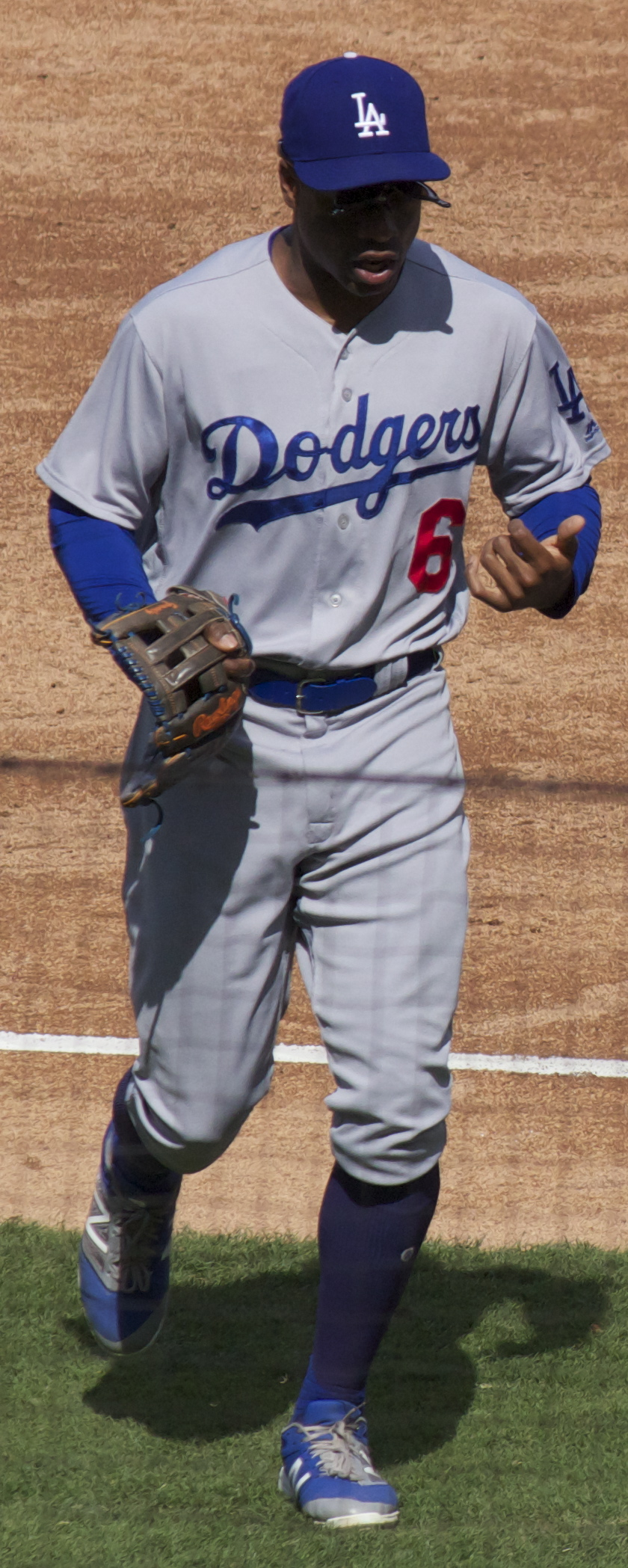
ロサンゼルス・ドジャースでの現役時代
(2017年9月21日)

2017年8月18日に後日発表選手とのトレードで、ロサンゼルス・ドジャースへ移籍した。オフの11月2日にFAとなった。

### ブルージェイズ時代

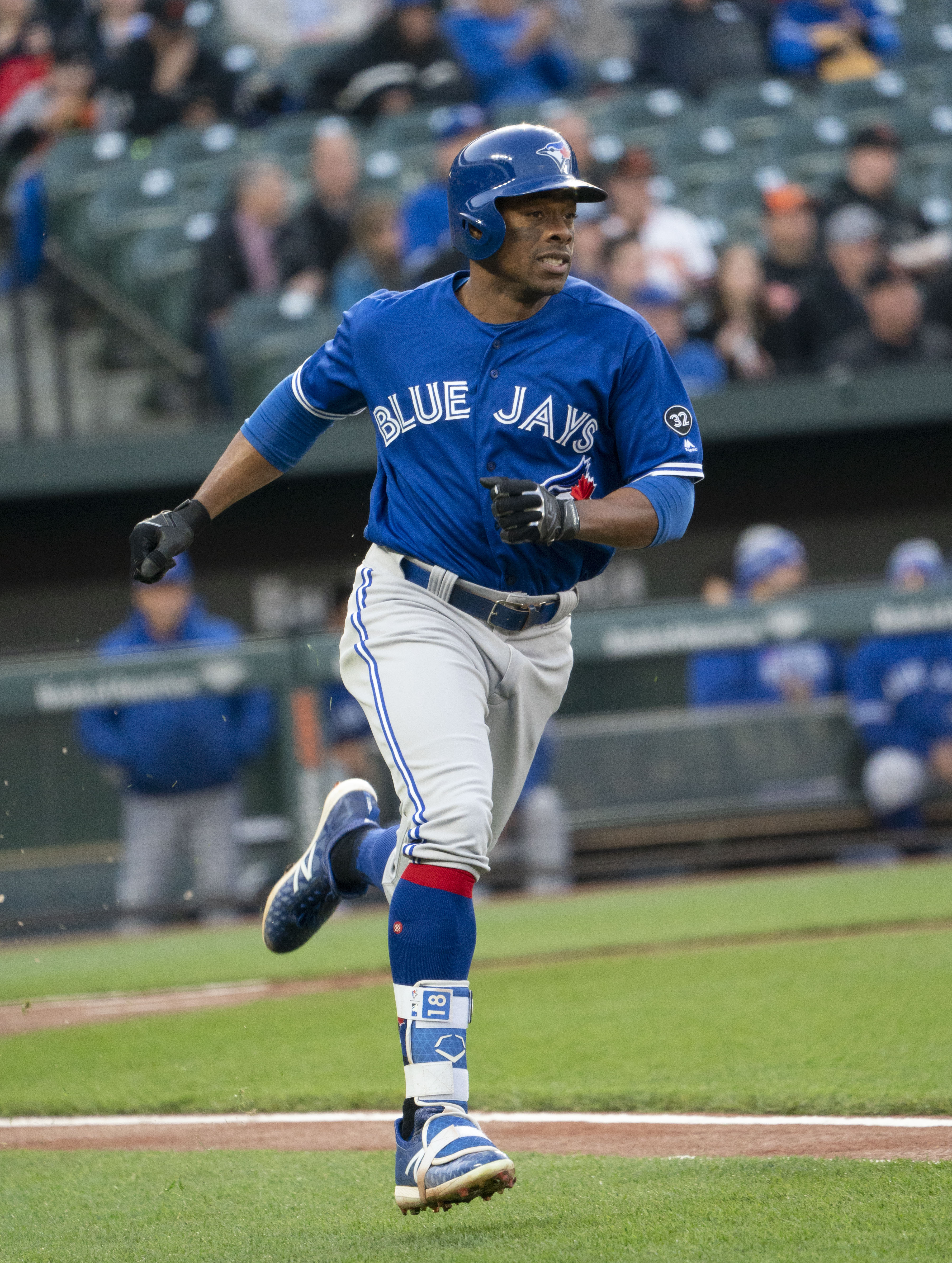
トロント・ブルージェイズでの現役時代
（2018年4月11日）

2018年1月23日にトロント・ブルージェイズと1年500万ドルで契約を結んだ。

### ブルワーズ時代
2018年8月31日にデミ・オリモロイとのトレードで、ミルウォーキー・ブルワーズへ移籍した。オフの10月29日にFAとなった。

### マーリンズ時代

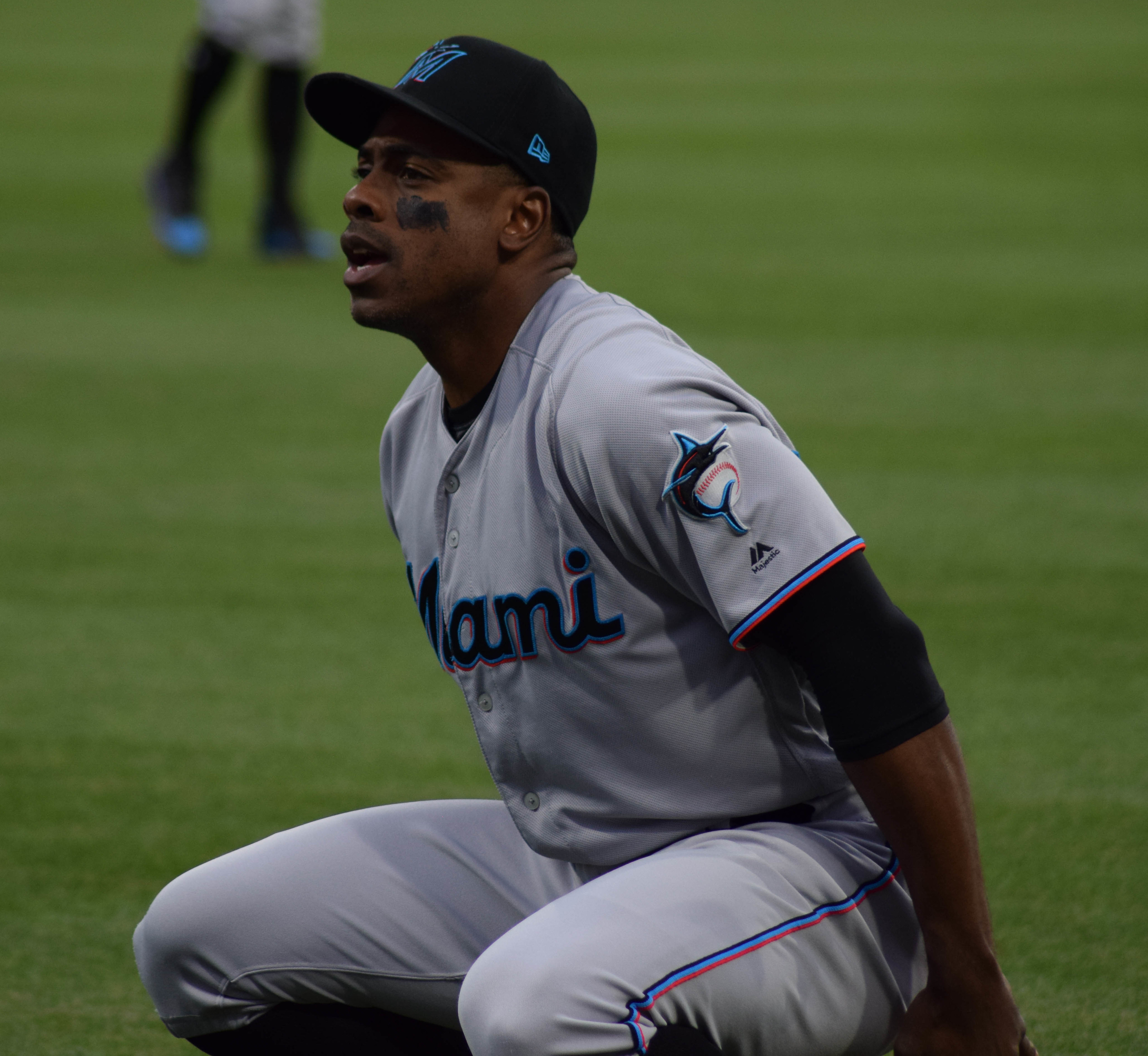
マイアミ・マーリンズでの現役時代
(2019年4月25日)

2019年2月5日にマイアミ・マーリンズとマイナー契約を結び、スプリングトレーニングに招待選手として参加することになった。3月21日にメジャー契約を結んで40人枠入り。打率183、12本塁打、34打点に終わった。オフの10月31日にFAとなった。
2020年1月31日に現役引退を表明した。

### 現役引退後
2022年より、アメリカのテレビチャンネルであるTBSのメジャーリーグ番組のホストを務めている。

## 選手としての特徴
メジャー史上3人目の20-20-20-20クラブ達成者。
左投手を苦手としており、2009年終了時点での通算成績は対右投手が打率.292、OPS.894なのに対し、対左投手は打率.210、OPS.614である。特に2009年は対左で打率.183、OPS.484と全く打てなかった。
2007年には盗塁を27回試みて26回成功させているが、本人によると「打席から一塁ベースまでは3.9秒。メジャーの平均が確か4.1秒のはずだから、脚力は多少あるというぐらい」とのこと。

## 人物
人格面で高い評価を得ており、スポーツ・イラストレイテッド誌企画の「感じの良いメジャーリーガー」では5位にランクインしたほか、2015年度のルー・ゲーリッグ賞に選ばれている。さらに、パフォーマンス及び地域社会に貢献し、周囲に刺激を与えた選手に贈られるマービン・ミラー賞を受賞している。また、ファンサービスに熱心な一面もあり、球場内外を問わずたびたびファンにサインする姿をみせる。
2006年からはMLBの国際親善大使として、イギリス、オランダ、日本、中国、イタリア等の国を訪問して野球教室を開くなど精力的に活動している。
2012年に来日。12月6日には大相撲荒汐部屋の稽古を見学した。また、同日に早稲田大学にて、MLB Japan・在日米国大使館らが主催したスポーツマネジメントセミナー(テーマは「プロスポーツの社会的責任（CSR）について考える」)に出席し、講演を行った。
同9日には2011年に発生した東日本大震災の被災地である宮城県石巻市民球場のリニューアル・オープニングの式典に出席。式典の後には少年野球の指導を行った。
同12日には沖縄県を訪問。複数の高校を訪れ、講演や野球指導を行った。
父は小中併設校の校長、母は高校の化学教員、姉の一人が英語学の大学教授という教員一家に育ち、自身もイリノイ大を卒業してからMLB入りするなど（通常は3年修了時に中退して入るケースが多い）教育に対する志向が強い。「教育に勝る資源はないと思う」という信念を持ち、2009年には「All You Can Be:Dream It, Draw It, Become It!」、2011年には「やれることをやり切れ！-スポーツを通して学び、成長しよう-」という子供向けの啓発本を出版している。これらの功績が評価され2016年にロベルト・クレメンテ賞を受賞した。

## 詳細情報

### 年度別打撃成績
| 年 度     | 球 団     | 試 合 | 打 席 | 打 数 | 得 点 | 安 打 | 二 塁 打 | 三 塁 打 | 本 塁 打 | 塁 打 | 打 点 | 盗 塁 | 盗 塁 死 | 犠 打 | 犠 飛 | 四 球 | 敬 遠 | 死 球 | 三 振 | 併 殺 打 | 打 率 | 出 塁 率 | 長 打 率 | O P S |
| --------- | --------- | ----- | ----- | ----- | ----- | ----- | -------- | -------- | -------- | ----- | ----- | ----- | -------- | ----- | ----- | ----- | ----- | ----- | ----- | -------- | ----- | -------- | -------- | ----- |
| 2004      | DET       | 9     | 28    | 25    | 2     | 6     | 1        | 1        | 0        | 9     | 0     | 0     | 0        | 0     | 0     | 3     | 0     | 0     | 8     | 1        | .240  | .321     | .360     | .681  |
| 2005      | DET       | 47    | 174   | 162   | 18    | 44    | 6        | 3        | 8        | 80    | 20    | 1     | 1        | 2     | 0     | 10    | 0     | 0     | 43    | 2        | .272  | .314     | .494     | .808  |
| 2006      | DET       | 159   | 679   | 596   | 90    | 155   | 31       | 9        | 19       | 261   | 68    | 8     | 5        | 7     | 6     | 66    | 0     | 4     | 174   | 4        | .260  | .335     | .438     | .773  |
| 2007      | DET       | 158   | 676   | 612   | 122   | 185   | 38       | 23       | 23       | 338   | 74    | 26    | 1        | 5     | 2     | 52    | 3     | 5     | 141   | 3        | .302  | .361     | .552     | .913  |
| 2008      | DET       | 141   | 629   | 553   | 112   | 155   | 26       | 13       | 22       | 273   | 66    | 12    | 4        | 1     | 1     | 71    | 1     | 3     | 111   | 7        | .280  | .365     | .493     | .859  |
| 2009      | DET       | 160   | 710   | 631   | 91    | 157   | 23       | 8        | 30       | 286   | 71    | 20    | 6        | 3     | 2     | 72    | 4     | 2     | 141   | 1        | .249  | .327     | .453     | .780  |
| 2010      | NYY       | 136   | 528   | 466   | 76    | 115   | 17       | 7        | 24       | 218   | 67    | 12    | 2        | 4     | 3     | 53    | 3     | 2     | 116   | 3        | .247  | .324     | .468     | .792  |
| 2011      | NYY       | 156   | 691   | 583   | 136   | 153   | 26       | 10       | 41       | 322   | 119   | 25    | 10       | 4     | 7     | 85    | 0     | 12    | 169   | 12       | .262  | .364     | .552     | .916  |
| 2012      | NYY       | 160   | 684   | 596   | 102   | 138   | 18       | 4        | 43       | 293   | 106   | 10    | 3        | 1     | 7     | 75    | 4     | 5     | 195   | 5        | .232  | .319     | .492     | .811  |
| 2013      | NYY       | 61    | 245   | 214   | 31    | 49    | 13       | 2        | 7        | 87    | 15    | 8     | 2        | 2     | 1     | 27    | 1     | 1     | 69    | 1        | .229  | .317     | .407     | .723  |
| 2014      | NYM       | 155   | 654   | 564   | 73    | 128   | 27       | 2        | 20       | 219   | 66    | 8     | 2        | 0     | 5     | 79    | 1     | 6     | 141   | 1        | .227  | .326     | .388     | .714  |
| 2015      | NYM       | 157   | 682   | 580   | 98    | 150   | 33       | 2        | 26       | 265   | 70    | 11    | 6        | 0     | 4     | 91    | 3     | 7     | 151   | 3        | .259  | .364     | .457     | .821  |
| 2016      | NYM       | 150   | 633   | 545   | 88    | 129   | 24       | 5        | 30       | 253   | 59    | 4     | 2        | 0     | 5     | 74    | 7     | 9     | 130   | 10       | .237  | .335     | .464     | .799  |
| 2017      | NYM       | 111   | 395   | 337   | 58    | 77    | 22       | 3        | 19       | 162   | 52    | 4     | 2        | 0     | 3     | 53    | 2     | 2     | 90    | 4        | .228  | .334     | .481     | .815  |
| 2017      | LAD       | 36    | 132   | 112   | 16    | 18    | 2        | 0        | 7        | 41    | 12    | 2     | 0        | 0     | 0     | 18    | 0     | 2     | 33    | 1        | .161  | .288     | .366     | .654  |
| '17計     | LAD       | 147   | 527   | 449   | 74    | 95    | 24       | 3        | 26       | 203   | 64    | 6     | 2        | 0     | 3     | 71    | 2     | 4     | 123   | 5        | .212  | .323     | .452     | .775  |
| 2018      | TOR       | 104   | 349   | 302   | 48    | 74    | 21       | 1        | 11       | 130   | 35    | 2     | 1        | 1     | 1     | 42    | 1     | 3     | 96    | 3        | .245  | .342     | .430     | .772  |
| 2018      | MIL       | 19    | 54    | 41    | 12    | 9     | 1        | 1        | 2        | 18    | 3     | 0     | 0        | 0     | 0     | 12    | 0     | 1     | 10    | 0        | .220  | .407     | .439     | .846  |
| '18計     | MIL       | 123   | 403   | 343   | 60    | 83    | 22       | 2        | 13       | 148   | 38    | 2     | 1        | 1     | 1     | 54    | 1     | 4     | 106   | 3        | .242  | .351     | .431     | .782  |
| 2019      | MIA       | 138   | 363   | 317   | 44    | 58    | 17       | 1        | 12       | 113   | 34    | 0     | 3        | 0     | 2     | 41    | 1     | 3     | 98    | 3        | .183  | .281     | .356     | .637  |
| MLB：16年 | MLB：16年 | 2057  | 8306  | 7236  | 1217  | 1800  | 346      | 95       | 344      | 3368  | 937   | 153   | 50       | 30    | 49    | 924   | 31    | 67    | 1916  | 64       | .249  | .337     | .465     | .803  |

- 各年度の太字はリーグ最高

### 年度別守備成績
| 年 度 | 球 団 | 中堅（CF） | 中堅（CF） | 中堅（CF） | 中堅（CF） | 中堅（CF） | 中堅（CF） | 左翼（LF） | 左翼（LF） | 左翼（LF） | 左翼（LF） | 左翼（LF） | 左翼（LF） | 右翼（RF） | 右翼（RF） | 右翼（RF） | 右翼（RF） | 右翼（RF） | 右翼（RF） |
| 年 度 | 球 団 | 試 合      | 刺 殺      | 補 殺      | 失 策      | 併 殺      | 守 備 率   | 試 合      | 刺 殺      | 補 殺      | 失 策      | 併 殺      | 守 備 率   | 試 合      | 刺 殺      | 補 殺      | 失 策      | 併 殺      | 守 備 率   |
| ----- | ----- | ---------- | ---------- | ---------- | ---------- | ---------- | ---------- | ---------- | ---------- | ---------- | ---------- | ---------- | ---------- | ---------- | ---------- | ---------- | ---------- | ---------- | ---------- |
| 2004  | DET   | 8          | 16         | 1          | 0          | 0          | 1.000      | -          | -          | -          | -          | -          | -          | -          | -          | -          | -          | -          | -          |
| 2005  | DET   | 41         | 119        | 2          | 0          | 0          | 1.000      | 20         | 10         | 0          | 0          | 0          | 1.000      | -          | -          | -          | -          | -          | -          |
| 2006  | DET   | 157        | 385        | 3          | 1          | 0          | .997       | -          | -          | -          | -          | -          | -          | -          | -          | -          | -          | -          | -          |
| 2007  | DET   | 157        | 424        | 10         | 5          | 4          | .989       | 2          | 4          | 0          | 0          | 0          | 1.000      | -          | -          | -          | -          | -          | -          |
| 2008  | DET   | 140        | 366        | 5          | 4          | 1          | .989       | -          | -          | -          | -          | -          | -          | -          | -          | -          | -          | -          | -          |
| 2009  | DET   | 160        | 400        | 4          | 3          | 2          | .993       | -          | -          | -          | -          | -          | -          | -          | -          | -          | -          | -          | -          |
| 2010  | NYY   | 134        | 316        | 5          | 2          | 2          | .944       | -          | -          | -          | -          | -          | -          | -          | -          | -          | -          | -          | -          |
| 2011  | NYY   | 155        | 354        | 11         | 3          | 1          | .992       | -          | -          | -          | -          | -          | -          | -          | -          | -          | -          | -          | -          |
| 2012  | NYY   | 157        | 346        | 3          | 0          | 0          | 1.000      | -          | -          | -          | -          | -          | -          | -          | -          | -          | -          | -          | -          |
| 2013  | NYY   | 25         | 62         | 0          | 0          | 0          | 1.000      | 13         | 21         | 1          | 0          | 0          | 1.000      | 14         | 264        | 6          | 1          | 0          | .996       |
| 2014  | NYM   | 15         | 23         | 1          | 0          | 0          | 1.000      | 10         | 18         | 1          | 1          | 1          | .950       | 142        | 264        | 6          | 1          | 0          | .996       |
| 2015  | NYM   | 2          | 8          | 0          | 0          | 0          | 1.000      | -          | -          | -          | -          | -          | -          | 149        | 279        | 9          | 5          | 1          | .983       |
| 2016  | NYM   | 36         | 54         | 1          | 0          | 1          | 1.000      | 7          | 13         | 0          | 0          | 0          | 1.000      | 110        | 206        | 7          | 0          | 0          | 1.000      |
| 2017  | NYM   | 59         | 106        | 1          | 2          | 0          | .982       | 7          | 10         | 0          | 0          | 0          | 1.000      | 30         | 50         | 2          | 0          | 0          | 1.000      |
| 2017  | LAD   | 6          | 6          | 0          | 0          | 0          | 1.000      | 26         | 27         | 0          | 0          | 0          | 1.000      | 8          | 10         | 0          | 0          | 0          | 1.000      |
| '17計 | LAD   | 65         | 112        | 1          | 2          | 0          | .983       | 33         | 37         | 0          | 0          | 0          | 1.000      | 38         | 60         | 2          | 0          | 0          | 1.000      |
| 2018  | TOR   | 2          | 4          | 0          | 0          | 0          | 1.000      | 41         | 48         | 4          | 2          | 1          | .963       | 31         | 57         | 0          | 2          | 0          | .966       |
| 2018  | MIL   | -          | -          | -          | -          | -          | -          | 3          | 2          | 0          | 0          | 0          | 1.000      | 14         | 12         | 0          | 0          | 0          | 1.000      |
| '18計 | MIL   | 2          | 4          | 0          | 0          | 0          | 1.000      | 44         | 50         | 4          | 2          | 1          | .964       | 45         | 69         | 0          | 2          | 0          | .972       |
| 2019  | MIA   | -          | -          | -          | -          | -          | -          | 85         | 135        | 3          | 0          | 0          | 1.000      | 6          | 4          | 0          | 0          | 0          | 1.000      |
| MLB   | MLB   | 1254       | 2989       | 47         | 20         | 11         | .993       | 214        | 288        | 9          | 3          | 2          | .990       | 504        | 906        | 24         | 8          | 1          | .991       |

### タイトル
- 打点王：1回（2011年）

### 表彰
- シルバースラッガー賞：1回（2011年）
- ア・リーグ月間MVP：1回（2011年8月）
- プレイヤー・オブ・ザ・ウィーク：1回（2007年7月9日 - 7月15日）
- ロベルト・クレメンテ賞：1回（2016年）[25]
- プレイヤーズ・チョイス・アワーズ
  - マービン・ミラー賞：4回（2009年、2016年、2018 - 2019年）　※2019年終了時点で史上最多受賞
  - 優秀選手賞：1回（2011年）

### 記録
- オールスターゲーム選出：3回（2009年、2011年、2012年）
- 20-20-20-20クラブ：1回（2007年）
- 通算初回先頭打者本塁打：47（歴代5位、2020年シーズン終了時点）[49]

#### 諸記録
- オークランド・アスレチックス戦で記録されたメジャーリーグ史上初の1球団による1試合3満塁本塁打の一員となった[15]。5回裏にロビンソン・カノ、6回裏にラッセル・マーティンが満塁本塁打を放ったのに続いて、8回裏にグランダーソンが満塁本塁打を放ち、記録が樹立された。（2011年8月25日）
- 1週間で異なる球団で満塁本塁打（2017年8月17日・8月21日）[50][51]。

### 背番号
- 26（2004年）
- 28（2005年 - 2009年、2018年9月1日 - 同年終了）
- 14（2010年 - 2013年）
- 3（2014年 - 2017年8月17日）
- 6（2017年8月19日 - 同年終了）
- 18（2018年 - 同年8月30日）
- 21（2019年）

### 代表歴
- 2009 ワールド・ベースボール・クラシック・アメリカ合衆国代表